# 이병희 (아나운서)
이병희(1976년 12월 5일 ~ )는 대한민국의 아나운서다.

## 경력

### 업적
- 《SBS 5 뉴스 (월요일)》(2015년 2월 ~ 2016년 12월 26일)
- 《SBS 1010 뉴스》(2014년 9월 1일 ~ 2016년 10월 21일 / 2017년 1월 2일 ~ 2018년 5월 23일)
- 《SBS 12 뉴스》(2016년 10월 24일 ~ 2017년 1월 3일 / 2023년 5월 19일 ~ 현재)
- 《모닝와이드》 (평일 1, 2부, 2001년 2월 5일 ~ 2002년 11월 1일, 2002년 11월 2일 ~ 2004년 2월 28일, 2018년 5월 24일 ~ 2019년 11월 1일, 평일 3부 2004년 3월 1일 ~ 2007년 5월 4일)
- 《SBS 뉴스퍼레이드》 (대리 진행, 2009년 1월 6일, 2012년 12월 5일, 2016년 9월 30일)
- 《SBS 오 뉴스》 서브앵커 (2021년 2월 17일 ~ 2021년 10월 29일)
- 《SBS 나이트라인》(임시 진행, 2022년 8월 30일 ~ 2022년 9월 2일)

### 프로그램
- 《생방송 투데이》(2009년 4월 27일 ~ 2010년 7월 2일 / 2023년 5월 22일 ~ 2023년 7월 7일)
- 《출발 모닝와이드》(2002년 11월 2일 ~ 2004년 2월 28일)
- 《톡톡 정보 브런치》(2019년 11월 8일 ~ 2022년 4월 29일)
- 《SBS 뉴스토리》(2023년 4월 1일 ~ 2023년 12월 23일)

### 라디오
- 《이병희의 사운드 오브 뮤직》(1999년 4월 26일 ~ 2007년 4월 15일, 2009년 4월 13일 ~ 2010년 3월 28일)